# کورت لوین
کورت لوین (انگلیسی: Kurt Lewin
؛ زاده ۹ سپتامبر ۱۸۹۰ درگذشته) روان‌شناس اهل آلمان بود.